# Paul Brekenfelder
Paul Wilhelm Rudolf Brekenfelder (ur. 8 grudnia 1907 w Rostocku, zm. 25 października 1987) – zbrodniarz nazistowski, esesman, członek załogi niemieckiego obozu koncentracyjnego Sachsenhausen.
Członek NSDAP od lipca 1931, a SS – od października 1931. W styczniu 1940 skierowany został do obozu Sachsenhausen i pozostał tam do kwietnia 1945. Pełnił służbę wartowniczą i konwojował drużyny robocze. Znęcał się nad podległymi mu więźniami, nieraz ze skutkiem śmiertelnym. Oprócz tego Brekendelder brał udział w masowej eksterminacji tysięcy jeńców radzieckich. W początkach 1945 z kolei uczestniczył w zagazowaniu około 400 więźniów chorych lub niezdolnych do pracy. Wreszcie w kwietniu 1945 przeprowadzał selekcje pośród więźniów przybyłych z obozu Mittelbau-Dora, niezdolnych do pracy przeznaczając do eksterminacji. Osobiście rozstrzelał jednego z więźniów, którego omyłkowo, jeszcze żywego, skierowano do krematorium.
Paul Brekenfelder został skazany 28 czerwca 1968 przez wschodnioniemiecki sąd w Rostocku na dożywotnie pozbawienie wolności. Wyrok zatwierdził 6 września 1968 Sąd Najwyższy Niemieckiej Republiki Demokratycznej. Brekenfelder zmarł w więzieniu w 1987. Po zjednoczeniu Niemiec rodzina wniosła do sądu w Rostocku wniosek o rehabilitację zmarłego. 7 maja 1998 sąd oddalił go jako całkowicie bezpodstawny.